# فرودگاه خوزه ماریا ولاسکو ایبارا
فرودگاه خوزه ماریا ولاسکو ایبارا (به انگلیسی: José María Velasco Ibarra Airport) (به زبان بومی: Aeropuerto J.M. Velasco Ibarra) یک فرودگاه همگانی با کد یاتا MRR است که یک باند فرود آسفالت دارد و طول باند آن ۱٬۰۷۷ * ۲۰ متر است. این فرودگاه در کشور اکوادور قرار دارد و در ارتفاع ۴۶۰ متری از سطح دریا واقع شده‌است.